# Турдаково (Чувашия)
Турда́ково (чув. Турдаково) — село Порецкого района Чувашской Республики. Относится к Рындинскому сельскому поселению.

## Географическое положение
Село расположено в 20 км к югу от районного центра, Порецкого. Ближайшая железнодорожная станция в 34 км. В 4 км к востоку от села проходит автодорога республиканского значения Чебоксары — Сурское. Близ села начинается река Елховка.

## История
Село впервые упомянуто в документах в 1587 году. Первоначально принадлежало служилым мордовским мурзам. В 1612 году Алатырский Троицкий монастырь основал рядом свою деревню — «Новый починок Тургаково». Деревня была разгромлена мурзами, позже восстановлена. К середине XVII века земли мурз были присоединены к русскому селу. Жители села оставались монастырскими крестьянами до 1764 года. Потом до 1786 они были экономическими крестьянами, до 1835 государственными, до 1863 удельными крестьянами. Занятия крестьян были разнообразны: земледелие, животноводство, рыбная ловля, плотничество, производство кирпичей, обработка дерева, пчеловодство, изготовление бочег, телег и саней, а также извоз в зимнее время. В 1913 году на Всероссийской выставке получили награды таранстасы и плетёная мебель, изготовленные в селе.
С 1618 года действовала церковь Живоначальной Троицы. В 1885 году открылась школа грамоты, а в 1894 году — церковно-приходская школа. В декабре 1918, после установления Советской власти, в селе появилась первая в Симбирской губернии сельскохозяйственная трудовая коммуна имени III Интернационала. В 1930 году был организован колхоз «Красный Октябрь». Церковь была закрыта в 1936 году. В 1969 году колхозы сёл Рындино и Турдаково были объединены в колхоз «Красный Октябрь» с центром в Рындине.

### Административная принадлежность
До 1927 года село относилось к Урусовской, Турдаковской, Семёновской и Порецкой волостям Алатырского уезда. С 1927 по 1930 год входило в Порецкий район. В 1930 году вошло в состав Ардатовского района Мордовской автономной области. С 1934 года возвращено в Порецкий район, но с 1935 года передано во вновь выделенный Кувакинский район. После его упразднения в 1956 году было в составе Порецкого района до 1962 года, когда было передано в Алатырский район. В 1965 году окончательно возвращено в Порецкий район.

## Население
| 2010 | 2012 |
| ---- | ---- |
| 13   | →13  |

Число дворов и жителей:
- 1612 год — 29 дворов
- 1623—1625 гг. — 98 дворов, 124 мужчины.
- 1696 год — 101 двор
- 1748 год — 435 мужчин.
- 1795 год — 210 дворов, 670 чел.
- 1857 год — 402 мужчины.
- 1897 год — 230 дворов, 956 мужчин, 765 женщин.
- 1926 год — 351 двор, 864 мужчины, 943 женщины.
- 1939 год — 669 мужчин, 796 женщин.
- 1979 год — 104 мужчины, 156 женщин.
- 2002 год — 32 двора, 46 человек: 18 мужчин, 28 женщин.
- 2010 год — 8 частных домохозяйств, 13 человек: 5 мужчин, 8 женщин[2].